# Expedició 26
L'Expedició 26 va ser la 26a estada de llarga durada a l'Estació Espacial Internacional (ISS). Els primers tres tripulants –un astronauta americà i dos cosmonautes russos– van arribar a l'estació a bord del Soiuz TMA-01M el 10 d'octubre de 2010. L'Expedició 26 oficialment va començar el mes següent, en el 26 de novembre, quan la meitat de la tripulació de la missió anterior, l'Expedició 25, va tornar a la Terra a bord del Soiuz TMA-19. El que quedava de tripulants de l'Expedició –un astronauta americà, un cosmonauta rus i un astronauta de l'ESA– es van unir al tres que ja eren a l'estació a bord de la seva nau, la Soiuz TMA-20, que es va acoblar a l'estació el 17 de desembre de 2010.
El comandant de l'Expedició 25, Douglas Wheelock, va lliurar el comandament de l'estació al comandant de l'Expedició 26 Scott Kelly el 24 de novembre de 2010. La 26a tripulació es va unir amb el STS-133 el 26 de febrer de 2011, i va ser subministrat per la nau de subministrament no tripulat europeu Johannes Kepler, que va arribar el 24 de febrer. L'Expedició 26 va finalitzar el 16 de març de 2011 amb la partida del Soyuz TMA-01M.

## Tripulació
| Posició           | Primera part (Novembre de 2010)           | Segona part (Desembre de 2010 a març de 2011) |
| ----------------- | ----------------------------------------- | --------------------------------------------- |
| Comandant         | Scott J. Kelly, NASA Tercer vol espacial  | Scott J. Kelly, NASA Tercer vol espacial      |
| Enginyer de Vol 1 | Aleksandr Kaleri, RSA Cinquè vol espacial | Aleksandr Kaleri, RSA Cinquè vol espacial     |
| Enginyer de Vol 2 | Oleg Skrípotxka, RSA Primer vol espacial  | Oleg Skrípotxka, RSA Primer vol espacial      |
| Enginyer de Vol 3 |                                           | Dmitri Kondratyev, RSA Primer vol espacial    |
| Enginyer de Vol 4 |                                           | Catherine Coleman, NASA Tercer vol espacial   |
| Enginyer de Vol 5 |                                           | Paolo Nespoli, ESA Segon vol espacial         |

FontNASA

## Tripulació de reserva
- Ronald Garan, per Kelly
- Anatoli Ivanixin, per Kondratyev
- Serguei Revin, per Skrípotxka
- Anton Shkaplerov, per Borisenko

### MagISStra
La missió de l'astronauta de l'ESA Paolo Nespoli a l'estació va ser anomenada MagISStra. El nom combina la paraula magistra, significant "mestra" en llatí, amb l'acrònim "ISS", com va suggerir Antonella Pezzani d'Itàlia.

## Passeigs espacials
Es van planificar dos passeigs espacials russos per a l'Expedició 26. El primer, l'EVA 27 rus, va ser conduït el divendres, 21 de gener de 2011. El segon i últim, l'EVA 28 rus, va ser conduït el 16 de febrer 2011. Els cosmonautes Oleg Skrípotxka I Dmitri Kondratyev van realitzar ambdós passeigs.

## Galeria

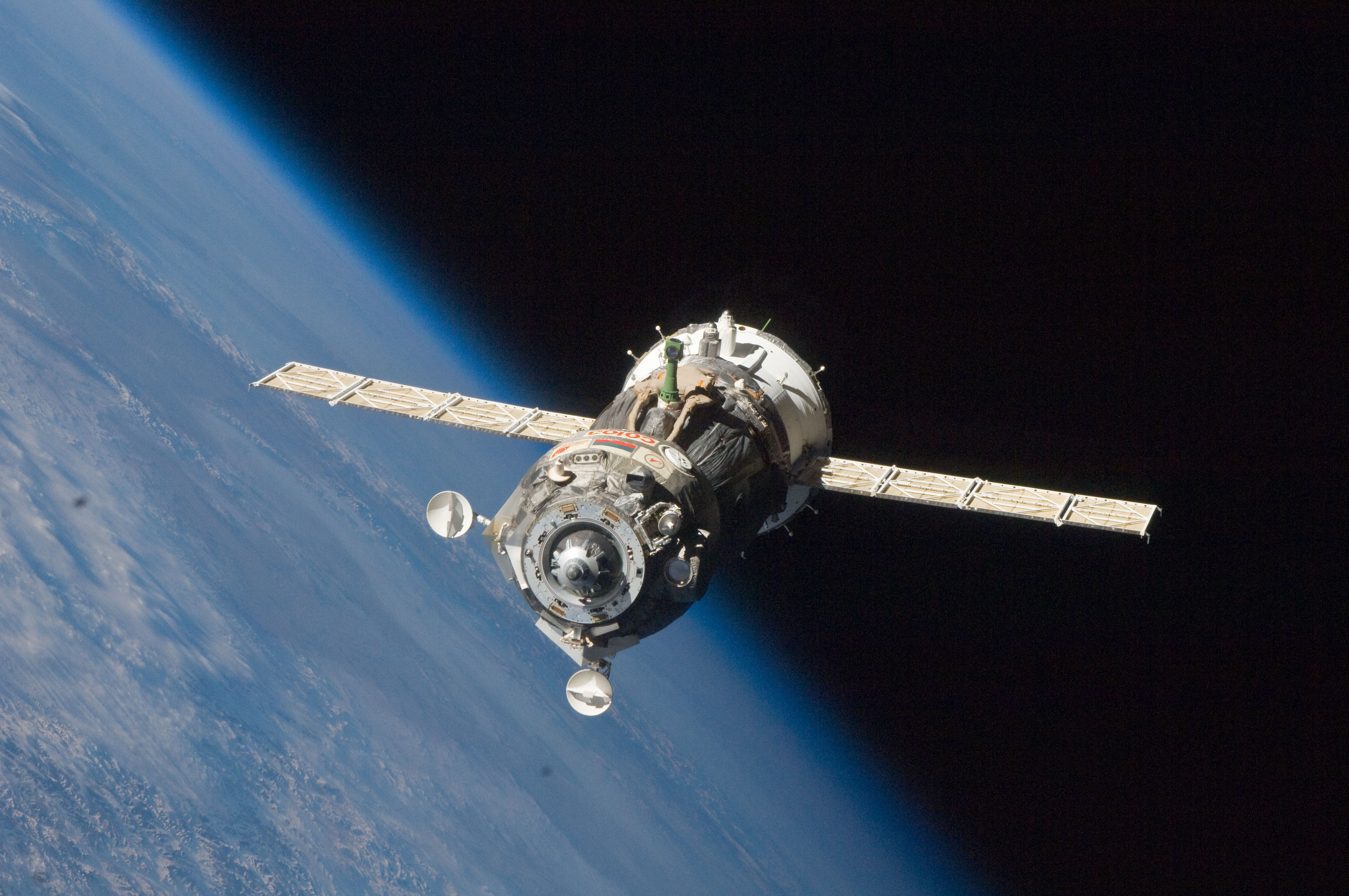
El Soyuz TMA-19 parteix de l'ISS, marcant l'inici de l'Expedició 26.
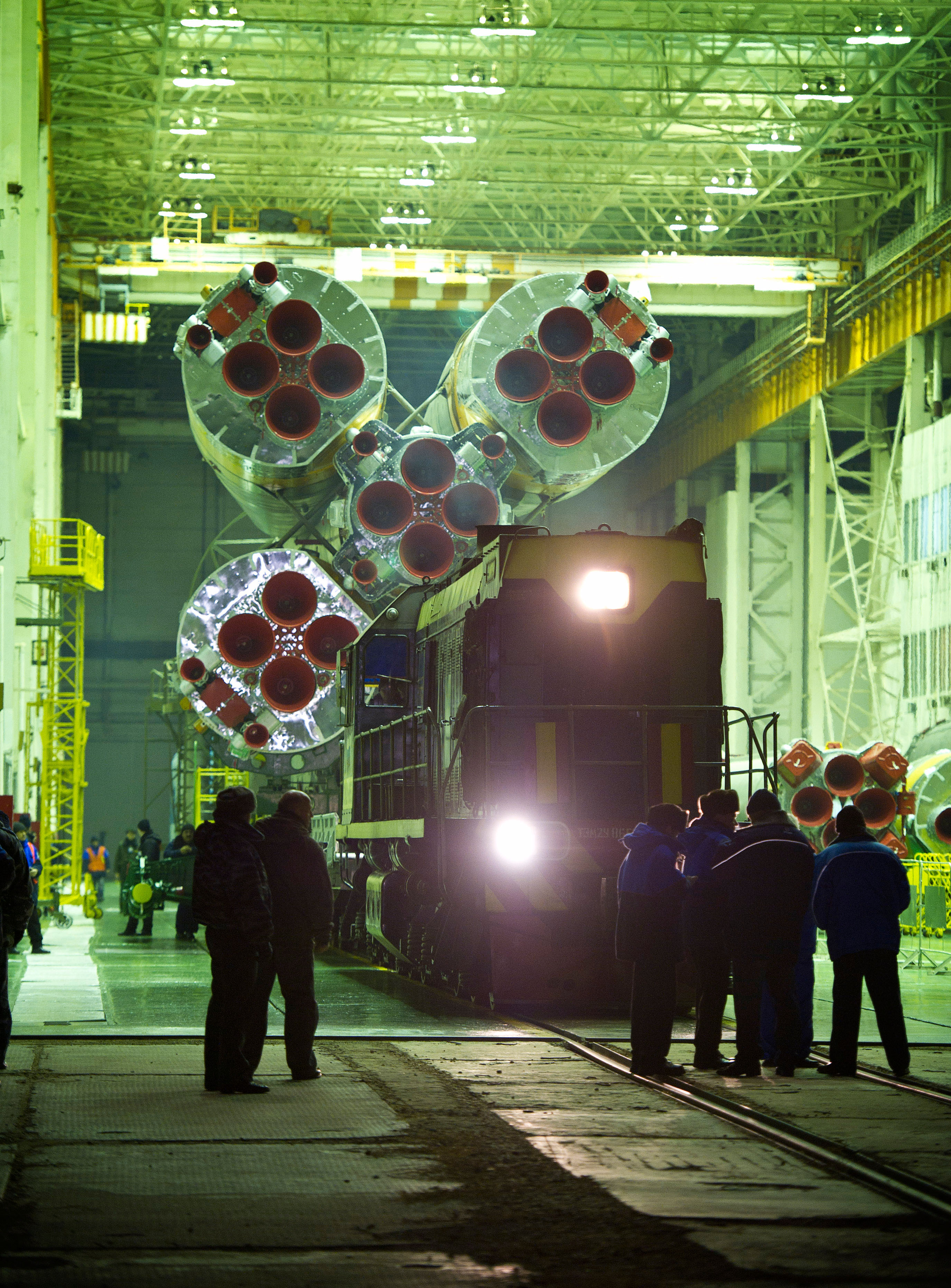
La nau Soyuz TMA-20 és remolcada per tren cap a la plataforma de llançament en el Cosmòdrom de Baikonur al Kazakhstan.
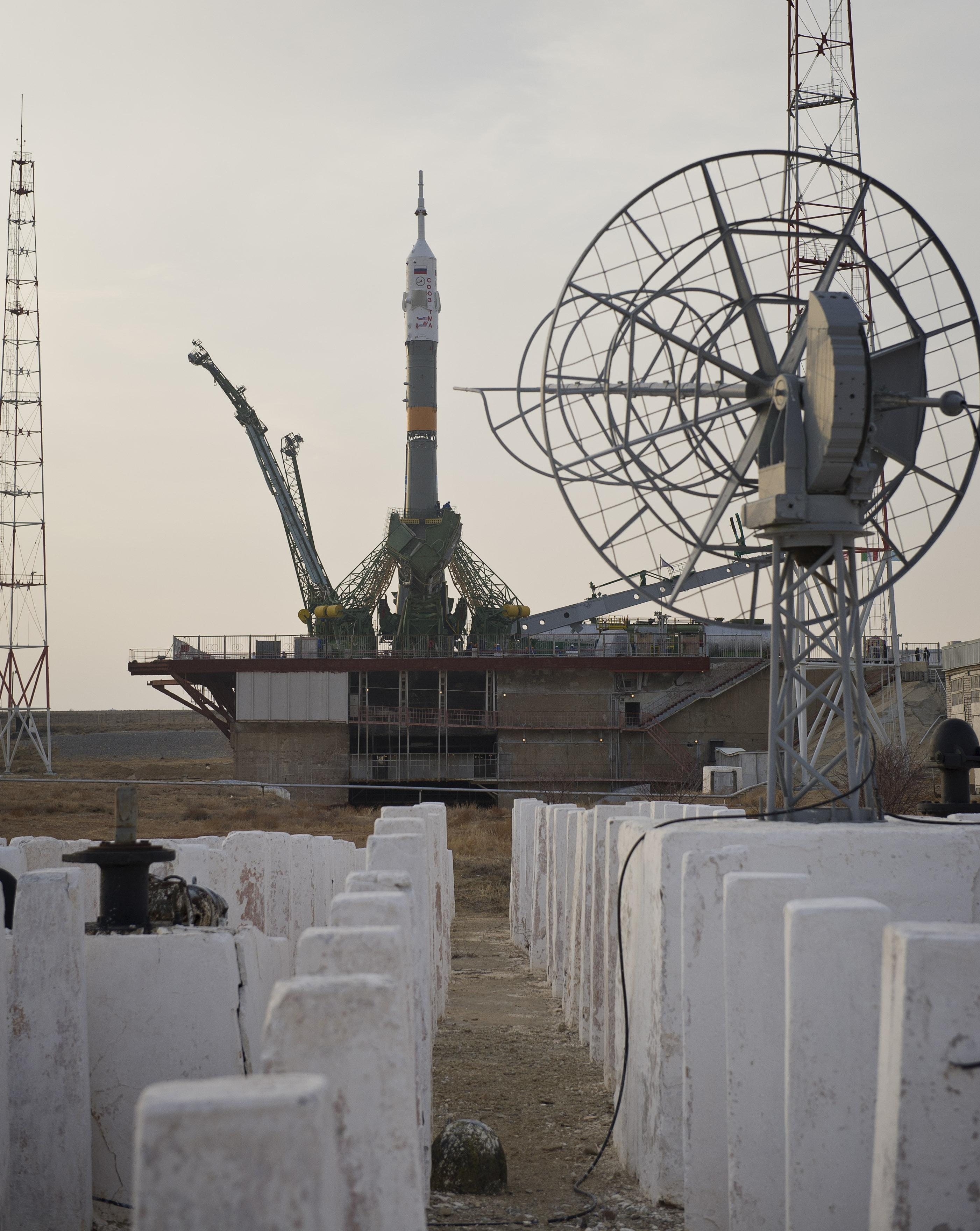
La nau Soyuz TMA-20 vista poc després d'arribar a la plataforma de llançament.
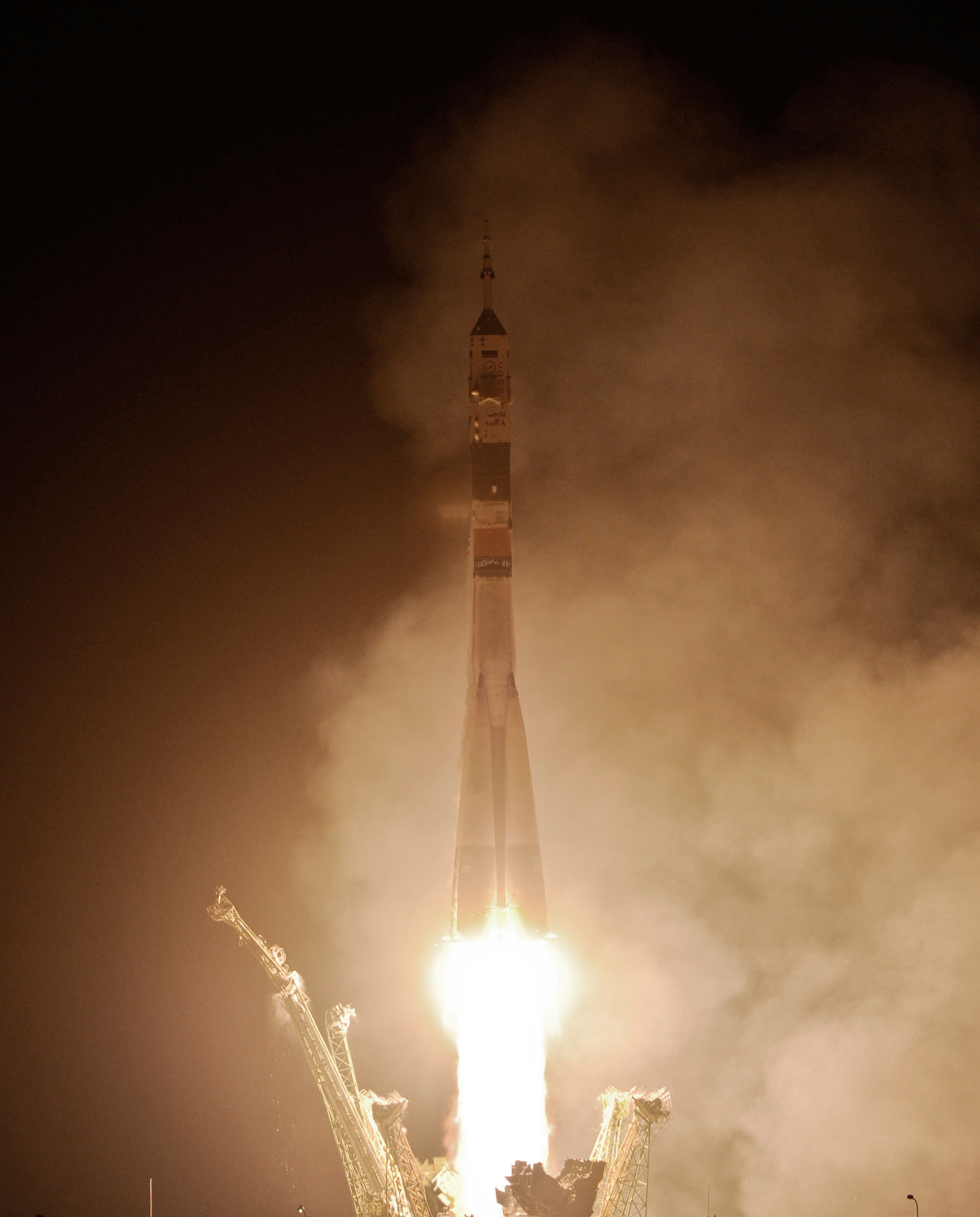
La Soiuz TMA-20 s'enlaira el 15 de desembre de 2010.
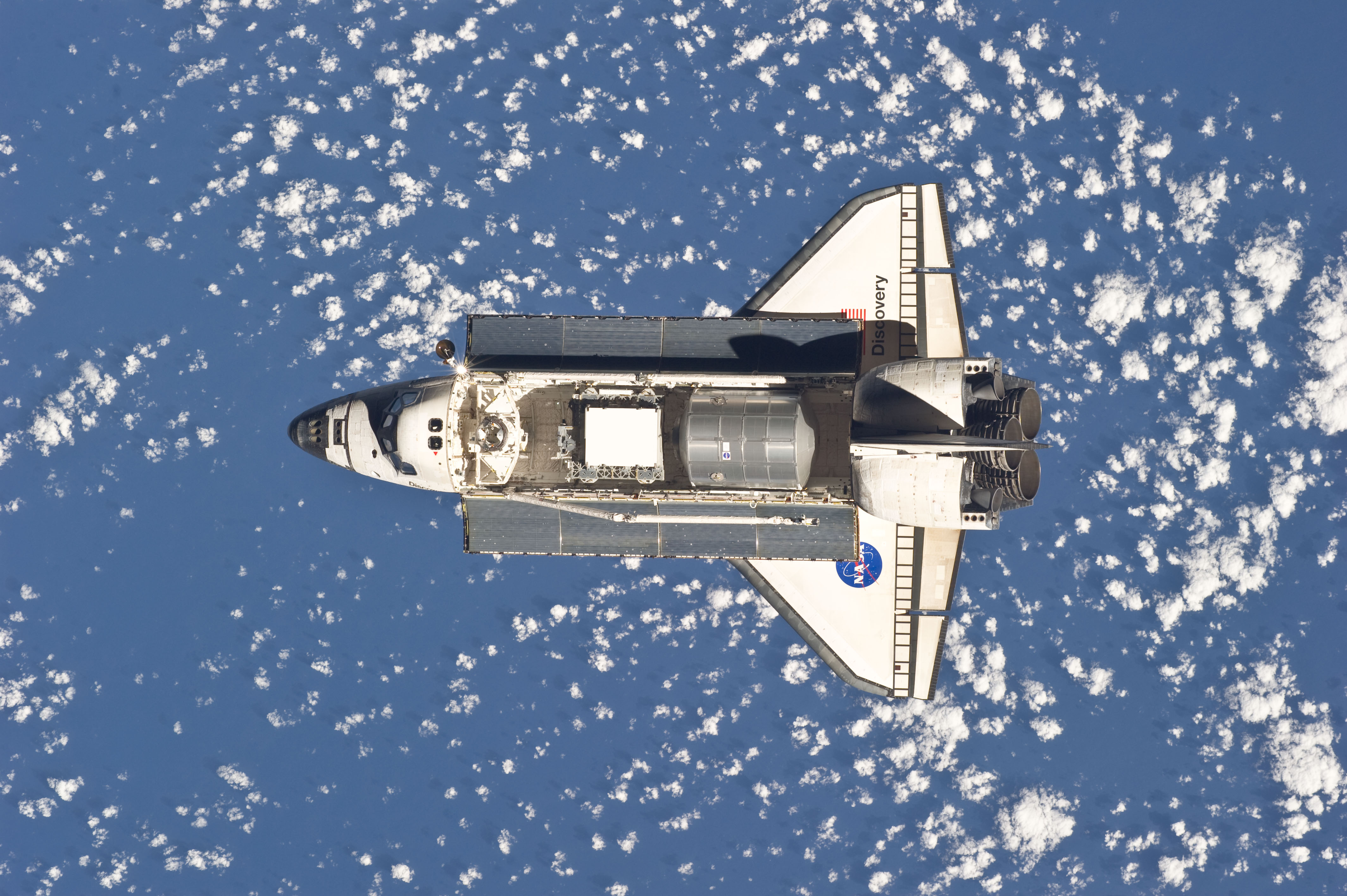
El Transbordador Espacail Discovery s'aproxima a l'ISS el 26 de febrer de 2011.
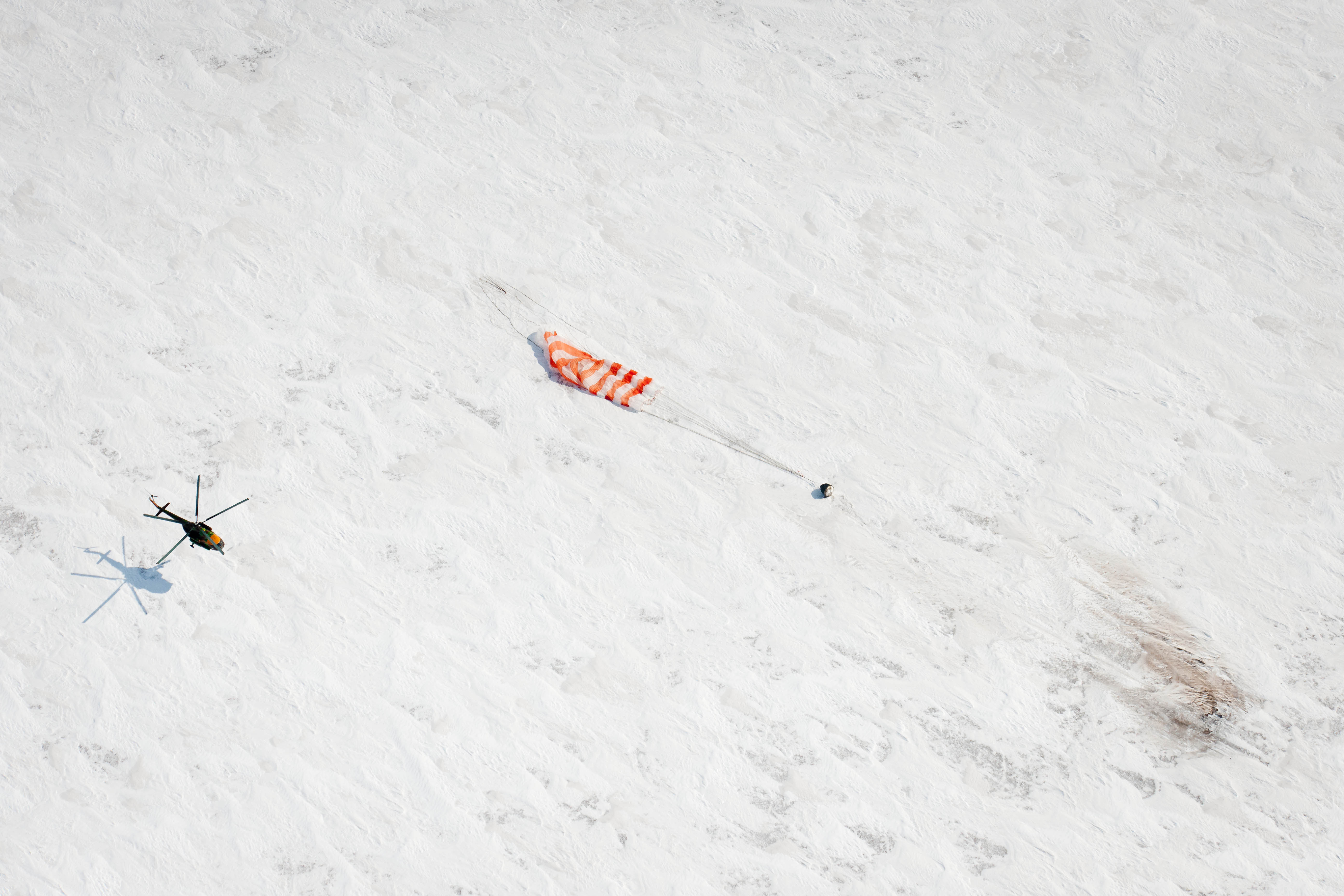
La nau Soyuz TMA-01M després d'aterrar al Kazakhstan el 16 de març de 2011.